# Fgura United FC
El Fgura United FC es un equipo de fútbol de Malta que juega en la Primera División de Malta, la segunda liga de fútbol más importante del país.

## Historia
Fue fundado el 1 de junio de 1971 en la ciudad de Fgura y es el equipo deportivo más viejo de la ciudad, donde su primer presidente fue Zaren Vella. En sus primeros años cambiaron de sede en 2 ocasiones y participaron en la liga nacional amateur y en las divisiones menores hasta su ingreso a las ligas nacionales en la temporada de 1974/75 en la Cuarta División de Malta y desde entonces han participado en todos los torneos organizados por la Asociación de Fútbol de Malta.

## Estadio
El Fgura United FC juega sus partidos de local en el Fgura Ground, inaugurado en el 2012 con capacidad para 200 espectadores y uno de los primeros estadios de fútbol en Malta de superficie artificial.